# Осмозис Джоунс
„Осмозис Джоунс“ (на английски: Osmosis Jones) е американски игрално-анимационен филм от 2001 г.
Режисиран е от братята Фарели с анимационните сцени, режисирани от Пиет Крун и Том Сито. Озвучаващия състав се състои от Крис Рок, Лорънс Фишбърн, Дейвид Хайд Пиърс, Бранди Норууд и Уилям Шатнър, заедно с живите актьори Бил Мъри, Моли Шанън и Крис Елиът, филмът се фокусира върху Франк ДеТор (Мъри), мърляв пазач на зоопарка; игралните сцени са разположени извън тялото на Франк, докато анимираните сцени са разположени вътре в тялото му, което е изобразено като град, обитаван от антропоморфни парамециуми. В анимираните сцени, ченгетата на белите кръвни клетки Осмозис „Ози“ Джоунс и хапчето за студено хапче Дрикс се опитват да предотвратят смъртоносния вирус Тракс да убие Франк в рамките на четиридесет и осем часа.
Продуциран е от Warner Bros. Feature Animation и Conundrum Entertainment на братята Фарели, филмът прави премиера в Grauman's Egyptian Theatre на 7 август 2001 г., преди да бъде пуснат по кината три дни по-късно на 10 август. Филмът беше посрещнат със смесени положителни отзиви от критици, които похвалиха анимационните сцени, гласовете (особено на Рок, Пиърс и Фишбърн) и сюжета, но критикуваха частите на живо и прекаленото им използване на груб хумор.
Филмът беше и в бомбата за боксофис, спечелвайки 14 милиона долара при бюджет от 70 милиона долара, въпреки че по-късно се продаде добре в родните медии. По-късно анимационен телевизионен сериал, озаглавен „Ози и Дрикс“ (Ozzy & Drix), по-късно се появи в Kids' WB от 2002 до 2004 г., в който заглавните герои изведнъж биват отстранени и заточени от комар, който ги прехвърля в тялото на тийнейджър на име Хектор и продължава битка срещу микроби и вируси от него.

## Сюжет
Внимание:  Текстът по-долу разкрива сюжета на произведението (или части от него)!
Франк ДеТоре е недодялан и мърляв пазач на зоопарка в зоологическата градина Сукат в Роуд Айлънд. Франк също е вдовец. Депресиран от загубата на съпругата си години по-рано, той се справя, като се храни нездравословно и не спортува, за досада на малката си дъщеря Шейн. Вътре в тялото му, белите кръвни клетки Осмозис „Ози“ Джоунс е бунтовник от полицейското управление на Франк, градския център за имунни реакции срещу телесни заплахи. Ози беше понижен до патрулно дежурство в устата след инцидент, при който той накара Франк да повърне срещу заповеди, в резултат на което Франк беше уволнен от предишната си работа във фабрика за грахова супа и му беше забранено да посещава училището на Шейн поради заповед за неотклонение, подадена от нейния учител по природни науки, г-жа Бойд.
Две години по-късно, изправен пред сериозно предизвикателство пред перспективите му за преизбиране, кметът Флегминг удвоява политиките си за нездравословна храна, игнорирайки ефекта им върху здравето на Франк. Това кара Франк да яде варено яйце, покрито с мръсотия, позволявайки на Thrax, смъртоносен вирус, да влезе в гърлото. Не желаейки да признае отговорност, Флегминг инструктира Франк да вземе хапче за студ чрез мозъчни сигнали. Хапчето, Дриксенол „Дрикс“ Колдрелиф, продължава да дезинфекцира гърлото, прикривайки всички доказателства за пристигането на Тракс. За негово недоволство впоследствие Ози е назначен да помага на Дрикс в разследването му. Междувременно Тракс поема ръководството на банда потни микроби и предприема атака срещу язовирната слуз в носа на Франк, почти убивайки Дрикс, преди Ози да го спаси. Двамата посещават един от информаторите на Ози, който разкрива плана на Тракс да се представя като обикновен вирус на простудата като прикритие за убийството на Франк с висока температура, за да се превърне в следващия голям вирус в медицинските досиета. Въз основа на информацията си, Ози влиза под прикритие в нощен клуб, възнамеряващ да проникне в бандата на Тракс, само за да бъде открит и принуден да се обади на Дрикс, който успява да унищожи клуба с граната. Експлозията избухва в челото на Франк по време на среща с г-жа Бойд, разрушавайки всеки шанс той да се извини. В отговор Флегминг приключва разследването, Ози е уволнил от силите и нарежда на Дрикс да напусне града.
След като оцеля при нападението, Тракс елиминира останалите си поддръжници и предприема самотно нападение върху хипоталамусната жлеза (частта от мозъка, която контролира телесната температура), където краде ДНК топчета. След това отвлича секретаря на кмета Лия Естроген и бяга към устата, за да избяга. Действията му деактивират способността на организма да регулира температурата, което кара града да избухне в пламъци и паника. Докато Франк е откаран в болница в треска, Ози и Дрикс се помиряват и продължават да спасяват Лия. Те успяват, но Тракс е в състояние да излезе от устата, използвайки полени като разсейване. Ози го преследва до повърхността на окото на Шейн и докато се бият, двамата кацат върху една от фалшивите мигли на Шейн. Докато Тракс е закрепил Джоунс, след като Джоунс възстановява ДНК топчето, той се хвали как ще счупи рекорда си, като убие Шейн като следващата си жертва, но затъва във фалшивата мигла; Джоунс избягва в последната минута, преди миглите да се изплъзнат и да кацнат в съд с втриващ се алкохол, където Тракс се топи.
Тъй като температурата на Франк надхвърля 108 градуса, сърцето му започва да спира и да се изравнява. Яхвайки една от сълзите на Шейн, Ози се връща в тялото си с мъниста в ръка и замества липсващата хромозома, съживявайки Франк от моментното му състояние на смърт. След като измами измамно смъртта си, Франк се ангажира да води по-здравословен начин на живот, а Ози и Дрикс са обявени за герои, като Ози е възстановен на работа с Дрикс като негов нов партньор, в който момент Ози също започва връзка с Лия. Франк и Шейн ходят на туризъм, докато той се опитва да живее по-здравословно. Междувременно Флегминг е освободен от длъжност поради действията си, че едва не е убил Франк и Града на Франк с него, в резултат на което опонентът му Том Колоник печели изборите със свръхчувствие и той се свежда до пазител в недрата, където се изхвърля случайно чрез задействане на метеоризма на Франк.

## Актьорски състав
- Бил Мъри – Франк Деторе; анимационната част на филма се провежда в тялото му, което клетките наричат „Градът на Франк“
- Елена Франклин – Шейн Деторе, 10-годишната дъщеря на Франк
- Моли Шанън – Г-жа Бойд, учителката по физическо възпитание и природни науки на Шейн
- Крис Елиът – Боб Деторе, братът на Франк и чичото на Шейн

### Анимационен озвучаващ състав
| Изпълнител        | Персонаж                               |
| ----------------- | -------------------------------------- |
| Крис Рок          | Осмозис „Ози“ Джоунс                   |
| Лорънс Фишбърн    | Тракс                                  |
| Дейвид Хайд Пиърс | Дриксенол „Дрикс“ Колдериф             |
| Бранди Норууд     | Лиа Естроген                           |
| Уилям Шатнър      | Кметът Флегминг                        |
| Рон Хауърд        | Том Колоник                            |
| Джоел Силвър      | Началникът на полицията и шефът на Ози |

## Продукция
„Осмозис Джоунс“ премина през ада по време на производството. Анимационните сцени, режисирани от Том Сито и Пит Кроун, влязоха в продукцията, както беше планирано, но придобиването на режисьор и звезден актьор за последователностите на живо отне значително време, докато Бил Мъри беше избран за главен герой на Франк и Питър и Боби Фарели се намесиха, за да режисират последователностите на живо. Като част от техния договор братята Фарели се считат за главни режисьори на филма, въпреки че не са контролирали анимационните части на филма. Уил Смит се интересуваше от ролята на Ози, но в крайна сметка графикът му не позволяваше.
„Осмозис Джоунс“ първоначално е оценен от PG-13 от MPAA за „груб език“ и „телесен хумор“ през 2000 г. Въпреки това, Warner Bros. монтира филма, за да го направи подходящ за семейства; и през 2001 г., когато беше пуснат, филмът бе преоценен като PG по апел за „телесен хумор“.

## Пускане

### Маркетинг
Първия трейлър на „Осмозис Джоунс“ беше пуснат преди „Покемон 3: Филмът“ (Pokemon 3: The Movie) на 6 април 2001 г. и съдържа класически шедьовър от филма на Стенли Кубрик – „2001: Космическа одисея“ (2001: A Space Odyssey).

### Домашно видео
„Осмозис Джоунс“ беше пуснат на VHS и DVD на 13 ноември 2001 г.

## Рецепция

### Бокс офис
„Осмозис Джоунс“ направи своята световна премиера на 7 август 2001 г. в Египетския театър на Грауман, преди да бъде широко пуснат на 10 август 2001 г. в 2305 киносалона по целия свят. След първоначалното си издание филмът е финансов пън и е последният последен проект, продуциран от Warner Bros. Feature Animation (предшестващ „Железният гигант“ (The Iron Giant) (който става култов) и последван от „Шантави рисунки: Отново в действие“ (Looney Tunes: Back in Action), който и двамата също се провалиха в боксофиса при първоначалните им издания). Филмът е открит на 7-о място през първия си уикенд в американския боксофис, натрупвайки 5 271 248 долара през първата седмица. Скоро филмът събра $ 13 596 911. Филмът е бокс бомба, който не може да възстанови производствения си бюджет от 70 милиона долара.

### Критичен реценз
За Rotten Tomatoes филмът има рейтинг на одобрение от 55% въз основа на 108 отзива, със средна оценка 5,5 / 10. Критичният консенсус на сайта гласи: „Анимираната част на Осмозис е оживена и забавна, но частта с екшън на живо е летаргична.“ В Metacritic, която присвоява средно претеглена оценка на рецензиите, филмът получава средна оценка от 57 от 100, базирани на 28 критици, указващи „смесени или средни отзиви“. Публиката, анкетирана от CinemaScore, даде на филма средна оценка от „B-“ по скала от A до F.
Анимираните части на „Осмозис Джоунс“ бяха похвалени за техния сюжет и бързи темпове, за разлика от критикуваните сегменти на живо. Робърт Кьолер от Variety похвали филма за неговите анимирани сегменти и действия на живо, които се намесват, твърдейки, че това е „най-обширното взаимодействие на живо действие и анимация от „Кой натопи заека Роджър“ (Who Framed Roger Rabbit). „Ню Йорк Таймс“ (New York Times) пише, „че филмът със своята хумористична марка за ефлувия често е забавен, а закръгленото, петна на героите е симпатично. Но картината се опитва твърде много, за да бъде обидна за всички възрасти. Подозирам, че дори и най-малките зрители ще са твърде стари за тази плюнка.“ Роджър Еберт даде на филма 3 звезди от 4.
Използването на груб хумор в последователностите на живо на филма, както се вижда в повечето филми, режисирани от братята Фарели, беше широко критикувано. Като такава, Лиза Алспектор от Чикагския читател определи филма като „катарзисно отвратителен приключенски филм“. Мейтланд Макдона от TV Guide похвали анимацията на филма и неговия проблясък на интелигентност, въпреки че критикува хумора като „толкова неприятен“. Лиза Шварцбаум от Entertainment Weekly смята, че филмът има разнообразна предпоставка, тъй като „колебае между ивичната черна комедия и санитарните инструкции“, но скатологичните теми отново бяха посочени. Джонатан Форман от „Ню Йорк Пост“ (New York Post) твърди, че „Осмозис Джоунс“ има общи планове, казвайки, че „това не е по-смешно от средния ви урок по биология и по-малко педагогически полезно от типичната ви комедия на братя Фарели.“ Майкъл Срагоу от Балтимор Сън похвали представянето на Дейвид Хайд Пиърс като Дрикс, твърдейки, че той е „весел“ и „приемаща доза лекарство“.
Въпреки смесените отзиви, филмът получи множество номинации за награда Ани, включително за най-добър анимационен филм (загуба от „Шрек“ (Shrek)).

## Саундтрак
Саундтракът на филма, съдържащ хип-хоп и R&B музика, както и Torian and Andrew's Babblin’ е издаден на 7 август 2001 г. от Atlantic Records. Саундтракът не успя да бъде поставен в класацията на Billboard 200, но сингълът на Trick Daddy Take It to da House успя да стигне до номер 88 в класацията за сингли на Billboard Hot 100.

## „Осмозис Джоунс“ В България
В България филмът е издаден на VHS и DVD на 19 юни 2002 г. на Александра Видео.
На 24 декември 2008 г. е излъчен по Нова телевизия в сряда от 08:15 ч. По-късно се излъчва в събота на 8 август 2009 г. Дублажът е във войсоувър на Арс Диджитал Студио, чийто име не се споменава. Екипът се състои от:
| Преводач            | Любен Марковски                                                    |
| Тонрежисьор         | Дора Маринова                                                      |
| Режисьор на дублажа | Венета Маринова                                                    |
| Озвучаващи артисти  | Татяна Захова Ани Василева Камен Асенов Борис Чернев Симеон Владов |

През 2015 г. се излъчва по HBO с втори дублаж на Доли Медия Студио. Екипът се състои от:
| Преводач           | Александра Димитрова                                                          |
| Тонрежисьор        | Климент Филев                                                                 |
| Озвучаващи артисти | Адриана Андреева Ива Апостолова Стефан Стефанов Явор Караиванов Стоян Цветков |

На 4 септември 2020 г. се излъчва и по bTV Cinema в петък от 19:00 ч. с трети войсоувър дублаж на студио Медиа Линк. Екипът се състои от:
| Озвучаващи артисти  | Цветослава Симеонова Яна Огнянова Мартин Герасков Тодор Георгиев Георги Стоянов |
| Преводач            | Невена Генчева                                                                  |
| Тонрежисьор         | Александър Тодоров                                                              |
| Режисьор на дублажа | Петя Силянова                                                                   |